# Szczucice
Szczucice – wieś w Polsce położona w województwie świętokrzyskim, w powiecie opatowskim, w gminie Sadowie.
| SIMC    | Nazwa       | Rodzaj    |
| ------- | ----------- | --------- |
| 0806507 | Od Podgórza | część wsi |

W latach 1975–1998 miejscowość administracyjnie należała do województwa tarnobrzeskiego.

## Historia
Szczucice były własnością biskupstwa lubuskiego. Wymienia je akt Władysława Łokietka z 1328 r., potwierdzający posiadłości biskupie. Wieś pojawia się też prawdopodobnie w akcie wydanym w Opatowie w 1380 r. Vitaszco de Stimnicze podpisany na akcie może oznaczać dziedzica Szczucic. Według rejestru poborowego powiatu sandomierskiego z 1578 r. wieś była własnością Mikołaja Radziwiłła. Było tu 8 osadników, 4 łany i 1 komornik. W 1827 r. wieś miała 15 domów i 54 mieszkańców.